# Glyptothorax laosensis
Glyptothorax laosensis és una espècie de peix de la família dels sisòrids i de l'ordre dels siluriformes.

## Morfologia
Els mascles poden assolir els 10,8 cm de llargària total.

## Distribució geogràfica
Es troba a les conques dels rius Mekong i Chao Phraya.